# Symplocos crassiramifera
Symplocos crassiramifera är en tvåhjärtbladig växtart som beskrevs av Nooteboom. Symplocos crassiramifera ingår i släktet Symplocos och familjen Symplocaceae. Inga underarter finns listade i Catalogue of Life.